# Le Buraliste de Vallecas
Pour plus de détails, voir Fiche technique et Distribution.
Le Buraliste de Vallecas (La estanquera de Vallecas) est un film espagnol réalisé par Eloy de la Iglesia sorti en 1987.

## Fiche technique
- Titre : Le Buraliste de Vallecas[1]
- Titre original : La estanquera de Vallecas
- Réalisation : Eloy de la Iglesia
- Scénario : Gonzalo Goicoechea, Eloy de la Iglesia et José Luis Alonso de Santos d'après sa pièce de théâtre
- Musique : Patxi Andión
- Photographie : Manuel Rojas
- Montage : Julio Peña
- Production : Ángel Huete
- Société de production : Compañía Iberoamericana de TV, Ega Medios Audiovisuales et Televisión Española
- Pays :  Espagne
- Genre : Comédie dramatique
- Durée : 106 minutes
- Dates de sortie : 
  -  Espagne : 9 avril 1987

## Distribution
- Emma Penella : Mme. Justa
- José Luis Gómez : Leandro
- José Luis Manzano (es)  : Tocho
- Maribel Verdú : Ángeles
- Fernando Guillén : Maldonado
- Jesús Puente : le commissaire Paíno
- Antonio Gamero : le sergent Ortega
- Antonio Iranzo : M. Julián
- Pedro Nieva Parola : Teniente